# Emilia Broomé
Emilia Augusta Clementina Broomé, amb cognom de soltera Lothigius (Jönköping, 13 de gener del 1866 - Estocolm, 2 de juny del 1925), fou una política sueca liberal, feminista i pacifista. Fou la primera dona de la Riksdag (Parlament Suec), al 1914.

## Trajectòria
Emilia Broomé nasqué el 13 d'octubre del 1866 a Jönköping, i hi estudià a l'escola local de xiquetes. Es llicencià en Wallinska skolan al 1883 i en filosofia i medicina a Upsala el 1884. A partir de llavors treballà de professora a l'escola d'Anna Whitlock a Estocolm.
Fou presidenta de la Stockholmsföreningen för kvinnans politiska rösträtt (la branca d'Estocolm de l'Associació Nacional per al Sufragi) des de la fundació el 1902 fins al 1906. Pertanyia a la junta directiva de la Centralförbundet för Socialt Arbete (Societat per al Benestar Social) entre 1904-1925, i era membre de la Direcció d'Educació d'Estocolm.
També va presidir la Unió per la Pau de les Dones de Suècia, des de l'any en què la fundà, el 1898, fins que es fusionà amb la Unió per la pau sueca el 1911, i representà Suècia en la Conferència Internacional de pau de la Haia del 1899.
La nominaren per a l'Ajuntament d'Estocolm el 1910 i 1911. L'elegiren per al consell de la ciutat entre 1911 i 1924. Va ser presidenta de les dones liberals entre 1917 i 1920.
Broomé fou la primera dona sueca a formar part del Lagberedningen (Comité Legislatiu Estatal Suec), que preparà noves lleis i en fou membre entre 1914-1918. Participà en la redacció de la reforma de la llei de matrimoni del 1920, en què es van igualar hòmens i dones i es declarà major d'edat la dona casada; en la llei d'igualtat de salari entre hòmens i dones del 1921; i la llei Behörighetslagen que reconegué a les dones el dret a totes les professions oficials el 1923.